# Mayo River (Stewart River)
Der Mayo River ist ein 58 km langer rechter Nebenfluss des Stewart River im kanadischen Yukon-Territorium.

## Flusslauf
Der Mayo River bildet den Abfluss des Mayo Lake. Dieser ist seit 1952 abflussreguliert und dient als Wasserspeicher der Wasserkraftwerke Mayo A und Mayo B am Unterlauf des Mayo River. Der Fluss strömt anfangs nach Westen. Er nimmt den Duncan Creek von Norden kommend auf und wendet sich allmählich nach Südwesten und später nach Süden. Der Minto Creek mündet oberhalb des Wareham Lake von Westen kommend in den Fluss. Hier überquert der Silver Trail den Mayo River. Der Wareham Lake ist ein Stausee. Am östlichen Ufer wird ein Großteil des Wassers zu den beiden Wasserkraftwerken Mayo A und Mayo B geleitet. Der Mayo River mündet schließlich am westlichen Ortsrand von Mayo in den Stewart River. Der Mayo River entwässert ein Areal von etwa 2260 km². Der mittlere Abfluss an der Mündung beträgt ungefähr 20 m³/s.